# جورج هيرست
جورج هيرست (بالإنجليزية: George Hirst)‏ هو لاعب كرة قدم بريطاني في مركز الهجوم، ولد في 15 فبراير 1999 في شفيلد في المملكة المتحدة. لعب مع شيفيلد وينزداي.

## وصلات خارجية
- جورج هيرست على موقع قاعدة بيانات كرة القدم.إي يو (الإنجليزية)
- جورج هيرست على موقع Soccerbase.com (لاعب) (الإنجليزية)
- جورج هيرست على موقع Soccerway.com (الإنجليزية)
- جورج هيرست على موقع عالم كرة القدم.نت (الإنجليزية)